# Richard Ott (Priester)
Richard Ott SSCC (* 26. Januar 1928 in Mainz; † 17. März 2008 in Werne) war ein deutscher Ordenspriester und Lehrer.

## Leben
Ott wurde als Erhard Ott am 26. Januar 1928 als drittes von zehn Kindern in Mainz-Mombach geboren und besuchte das Rabanus-Maurus-Gymnasium in Mainz. Im Anschluss begann er ein Studium der Fächer Latein, Griechisch, Französisch und Philosophie an der Universität Mainz. 1953 trat er in das Noviziat der Arnsteiner Patres, wo er am 29. September 1954 sein Ordensgelübde ablegte. Seine Priesterweihe empfing er am 20. Oktober 1957 in Simpelveld (Niederlande), wo er zu dieser Zeit Theologie an der Philosophisch-Theologischen Hochschule der Arnsteiner Patres studierte. Danach war Ott Mitglied im Orden der Arnsteiner Patres (lat. Congregatio Sacrorum Cordium Jesu et Mariae necnon adorationis perpetuae Sanctissimi Sacramenti Altaris, SS.CC.). Seit 1957 war er Mitglied im Deutschen Aussätzigen Hilfswerk.

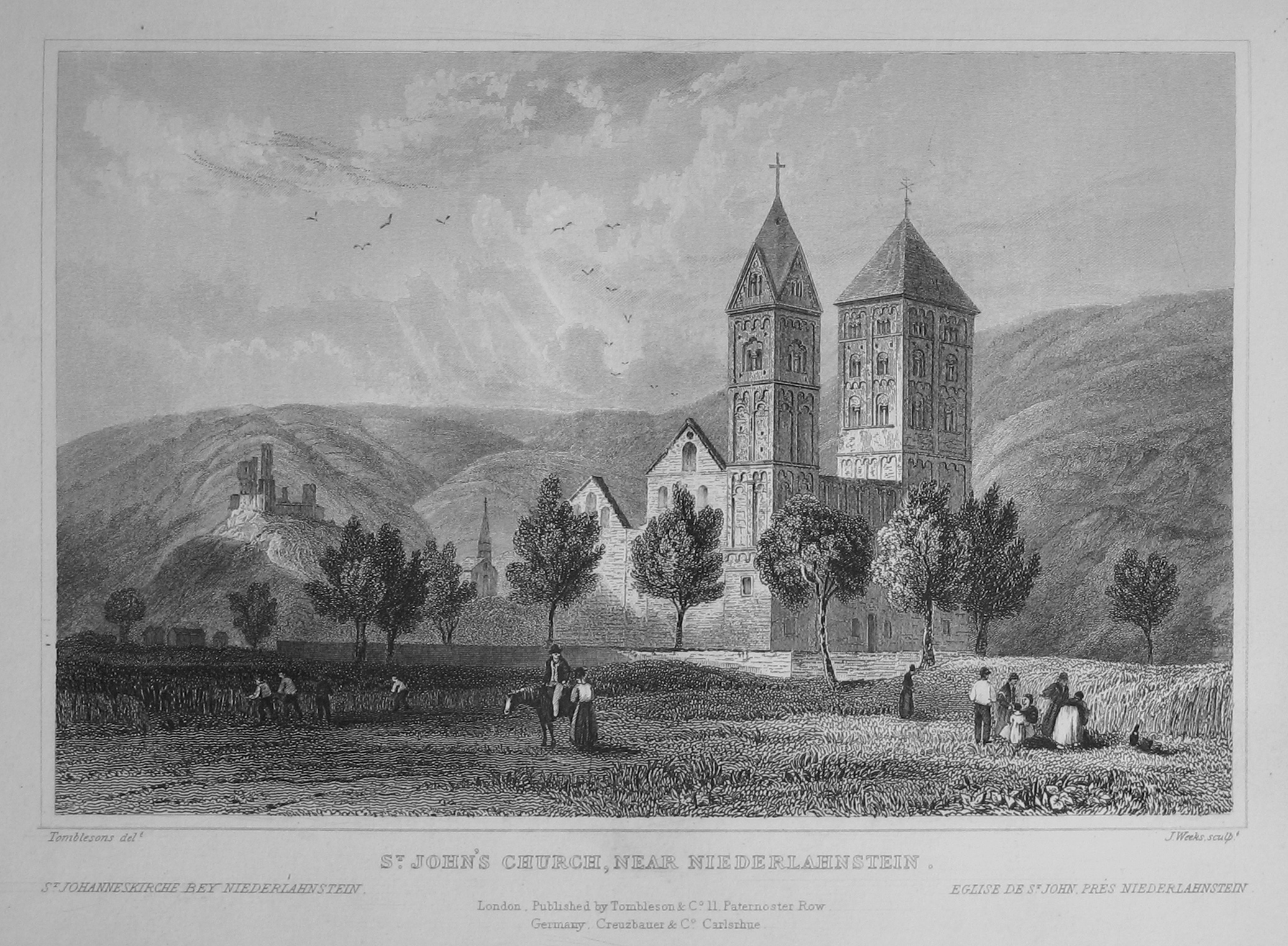
Kirche des Johannesklosters in Lahnstein (William Tombleson)

Von 1958 bis 1993 unterrichtete er Latein, Griechisch, Französisch und Katholische Religion am Privaten Johannesgymnasium der Arnsteiner Patres in Lahnstein. Zwischen 1968 und 1972 bekleidete er die Funktion des Superior des Johannesklosters in Lahnstein.
Nach seiner Pensionierung als Lehrer im Jahr 1993 war er weiterhin als Seelsorger tätig. Von Juni 2006 bis zu seinem Tode im März 2008 lebte er im Ruhestand in Werne (Westfalen) in einer Niederlassung der Arnsteiner Patres. Dort konnte er am 20. Oktober 2007 sein Goldenes Priesterjubiläum feiern.

## Wirken
In Lahnstein war er verantwortlich für die Gemeinschaft Christlichen Lebens (GCL). Er leitete den Schüleraustausch mit der Partnerschule College St. Etienne in Châlons-en-Champagne und war Initiator einer örtlichen Aktionsgruppe des DAHW (Deutsche Lepra- und Tuberkulosehilfe e.V.) Richard Ott organisierte zahlreiche Sammel- und Spendenaktionen. In fast 50 Jahren sammelte er mit seinen Aktionen 2,5 Mio. Euro für das DAHW, dessen Ehrenmitglied er war. Er war mit der Lepra-Ärztin Ruth Pfau bekannt.
1976 wurde er mit dem Bundesverdienstkreuz am Bande von Bundespräsident Walter Scheel ausgezeichnet. 1989 wurde ihm die Georgsplakette durch den Bischof von Limburg, Franz Kamphaus, verliehen.

## Veröffentlichungen
- Unternehmen Mensch. Lahnstein 1976
- mit Peter Harr: Auf der Suche nach Gott. Feldkirch 1993. Hier auf S. 127 f. eigenes Kapitel über "Wahre Menschlichkeit - aus der Quelle göttlicher Liebe"